# Chrysotus dorsalis
Chrysotus dorsalis är en tvåvingeart som beskrevs av Van Duzee 1924. Chrysotus dorsalis ingår i släktet Chrysotus och familjen styltflugor. Inga underarter finns listade i Catalogue of Life.